# Treia (Schleswig-Holstein)
Pour les articles homonymes, voir Treia.
Treia (en danois: Treja) est une municipalité allemande située dans le land du Schleswig-Holstein et dans l'arrondissement de Schleswig-Flensbourg. En 2015, sa population est de 1 533 habitants.